# Silberflossenblatt
Das Silberflossenblatt (Monodactylus argenteus) ist ein Fisch aus der Familie der Flossenblätter (Monodactylidae). Silberflossenblätter leben gesellig und bilden mit ihren Artgenossen große Schwärme.

## Vorkommen
Sein natürliches Verbreitungsgebiet hat dieser Fisch in den Mangrovengürteln und anderen Brackwasser- und küstennahen Meeresbiotopen im Roten Meer, im Persischen Golf und im tropischen Indopazifik. Gelegentlich dringen Silberflossenblätter jedoch auch in Flussmündungen ein, z. B. im Mekongdelta, und halten sich für eine kurze Zeit im Süßwasser auf. Nördlich kommt die Art bis zu den japanischen Yaeyama-Inseln, östlich bis Samoa und südlich bis Neukaledonien und Australien vor.

## Merkmale
Silberflossenblätter erreichen eine Körperlänge von 25 Zentimetern. Sie weisen keinen Geschlechtsdimorphismus auf; das heißt Männchen und Weibchen sind äußerlich nicht voneinander zu unterscheiden. Ihr Körper ist diskusförmig, ein wenig länger als hoch, seitlich stark abgeflacht und silbrig gefärbt. Rücken- und Schwanzflosse, manchmal auch die Afterflosse sind gelblich, die Flossenspitzen von Rücken- und Afterflosse sind schwärzlich bzw. rußig. Der Vorderrand der Afterflosse ist schwarz. Jungfische zeigen zwei bogenförmige schwarze Bänder auf Kopf und Vorderkörper. Die erste verläuft durch das Auge, die zweite erstreckt sich vom Beginn der Rückenflosse zum Anfang der Afterflosse.
Der Augendurchmesser ist größer als die Länge des Mauls. Das Maul ist klein und nach oben gerichtet. Die Kiefer sind mit kleinen, konischen Zähnen besetzt, die in Reihen angeordnet sind. Die vorderen, über bzw. unter der Körpermitte liegenden Flossenstrahlen von Rücken- und Afterflosse sind verlängert, wobei die verlängerten Afterflossenstrahlen länger als die Rückenflossenstrahlen sind. Die Hinterränder von Rücken- und Afterflosse sind konkav. Die Schwanzflosse ist leicht eingebuchtet. Bauchflossen sind nur noch rudimentär vorhanden oder können bei ausgewachsenen Fischen auch vollständig fehlen. Körper, Kopf und die unpaaren Flossen sind von kleinen Schuppen bedeckt.

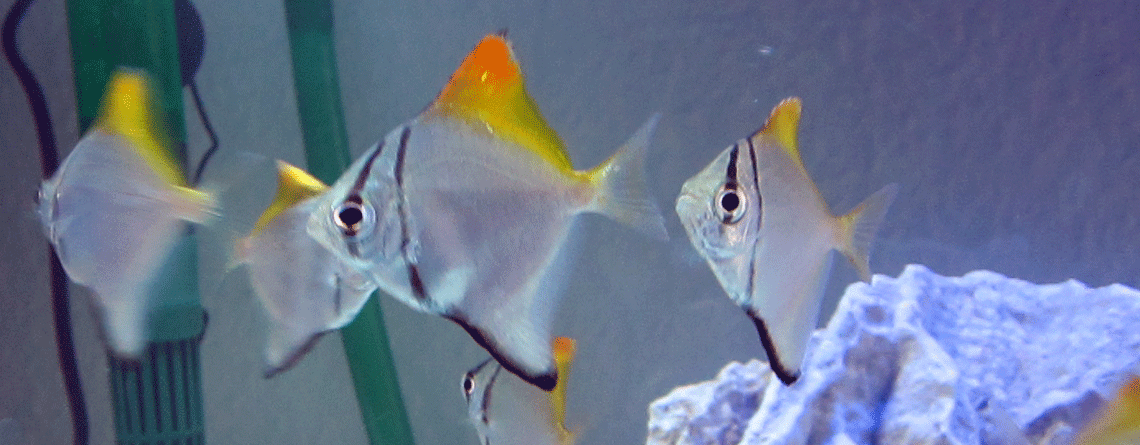
Jungfische

- Flossenformel: Dorsale VII–VIII/27–31, Anale III/27–32, Petorale 17, Ventrale I/5.
- Schuppenformel: mLR 55–60.

## Aquaristik
Silberflossenblätter werden im Zoofachhandel immer wieder als Süßwasserfische angeboten. Eine artgerechte Haltung ist jedoch im Süßwasser auf Dauer nicht möglich. Sie kommen zwar für eine kurze Zeit auch hier zurecht, sind jedoch für ihr Wohlbefinden auf Brackwasser angewiesen. Sie sollten dementsprechend auch nur in einem Brackwasserbecken gehalten werden. Auch Seewasser vertragen sie, allerdings ist die Haltung in einem Korallen(fisch)becken nicht zu empfehlen. Die Flossenblätter sind einerseits gnadenlose Fresser und „normalen“ Korallenfischen somit überlegen, andererseits resultiert aus ihrem hohen Nahrungsumsatz eine hohe Wasserbelastung. Zudem vertilgen sie auch Grünfutter.
Sie erreichen außerdem eine Körpergröße, die sie für das Heimaquarium gängiger Größenordnung ungeeignet macht, zumal sie unbedingt in einem Schwarm von mindestens sechs bis acht Tieren gehalten werden sollten. Wer diese Fische pflegen möchte, sollte über ein Aquarium mit einer Länge von mindestens 250 cm Länge und 1400 l Volumen verfügen. Da in einem Becken der beschriebenen Art keine Pflanzen gedeihen können, ist außer dem großen Becken auch eine leistungsfähige Filteranlage erforderlich.